# Oviri (szobor)
Az Oviri ( tahiti nyelven vad ) Paul Gauguin francia művész 1894-ben készült kerámiaszobra.

## Története
A tahiti mitológiában Oviri a gyász istennője volt, hosszú, sápadt hajjal és vad szemekkel ábrázolják, amint a lábával megfojt egy farkast, miközben egy kölyköt szorongat a karjában. A művészettörténészek többféle értelmezésre jutottak, a legnépszerűbb, hogy Gauguin jelzésként szánta, hogy megerősítse, építse a saját a „civilizált vad” énképét. Az Oviri és több tahiti istennő 1894-re kikerültek a népi emlékezetből, Gauguin mégis velük romantizálja a sziget múltját, egyéb ősi forrásokat alapul véve, például egy „ állatok mestere ”  asszír domborművet és Majapahit múmiákat. További lehetséges források közé tartoznak a Marquesas-szigetekről fennmaradt koponyák, a Borobudurban talált alakok és egy 9. századi mahájána buddhista templom Jáva középső részén.
Gauguin három öntvényt készített, mindegyiket részben mázas kőedényből, és bár több gipszből vagy bronzból készült másolat is létezik, az eredeti öntvény jelenleg a Musée d'Orsay -ben található. A szobrok eladása nem járt sikerrel, egy mélyebb anyagi és személyes hullámvölgy után kérte, hogy helyezzenek el egyet a sírjára. Összese három megjegyzése maradt fenn a szoborral kapcsolatban: furcsa és kegyetlen enigmaként írta le Stéphane Mallarmének, 1895-ben két Ovirit ábrázoló impresszionista fametszet prezentációján; 1897-ben Ambroise Vollardnak írt levelében La Tueuse -ként ("A gyilkosasszony") hivatkozott rá; és Honoré de Balzac Séraphîta című regényére utaló idézetet csatolt egy c. 1899- es rajzára. Az Ovirit az 1906-os Salon d'Automne -ban állították ki. ( no.57), ahol hatással volt Pablo Picassóra, aki később a Les Demoiselles d'Avignon egyik alakját alapozta rá.

## Elkészítésének háttere
Gauguin elsősorban festő volt; 1886-ban került közel a kerámiához, amikor Ernest Chaplet francia szobrász és keramikus tanította. Félix Bracquemond mutatta be őket egymásnak, aki az új francia művészeti kerámia ihletésére, kísérletezett a műfajjal. Azon az 1886–87-es télen Gauguin meglátogatta Chaplet Vaugirard- i műhelyét, ahol közösen kőedényeket készítettek, figurákkal vagy dísztöredékekkel és több fogantyúval.

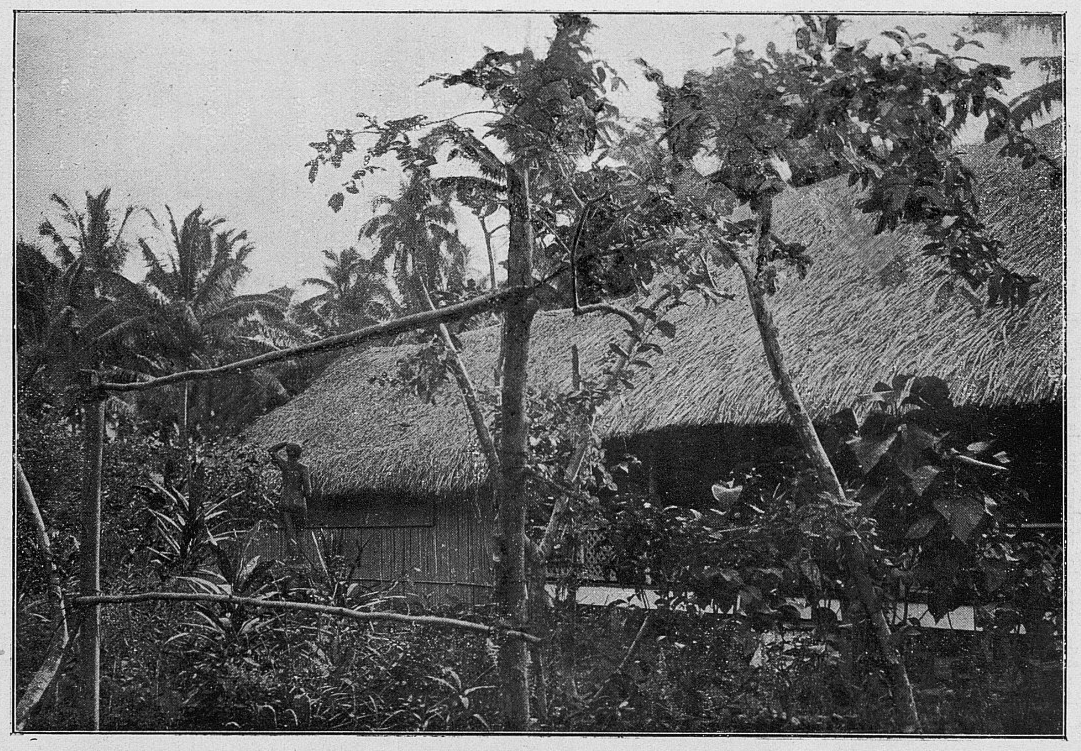
Jules Agostini 1896-os fényképe Gauguin házáról a francia polinéziai Puna'auia- ban

Gauguin, először 1891-ben járt Tahitin, és a helyi nők szépségétől megbabonázva szobormaszkszerű portrékat készített papírra. Egyszerre melankóliát és halál érzését ébresztik, és a faaturuma (merengő vagy melankólia) állapotot idézik elő; az Oviri-kerámiában később használt képek és hangulatok. Gauguin első fafaragásai Tahitin egy guavafából készültek, amelyek gyorsan tönkrementek, és nem maradtak fenn.
1894 telén fejezte be az Ovirit, amikor visszatért Tahitiból, és benyújtotta a Société Nationale des Beaux-Arts 1895-ös szalonjába, kiállításába, amely a következő év áprilisában nyílt meg. Két változata van annak, ami történt: első, Charles Morice 1920-ban azt állította, hogy Gauguint "szó szerint kizárták" a kiállításról; második változat, 1937-ben Ambroise Vollard azt írta, hogy a szobrot csak azután engedték kiállítani, amikor Chaplet azzal fenyegetőzött, hogy tiltakozásul, szolidaritásként Gauguinnel, visszavonja saját műveit. Bengt Danielsson szerint Gauguin szerette volna növelni nyilvános szerepvállalását, és élve egy lehetőséggel, hogy felháborodott levelet írt a Le Soir- nak, a modern kerámia állapotát siratva.

Kezdetkor, 1897-ban, Vollard levelet küldött Gaugiunnak a szobrainak bronzba öntésének lehetőségéről. Gauguin válasza az Ovirira kiemelve:
Úgy hiszem, hogy az én hatalmas kerámiaszobrom, a Tuese (A gyilkosasszony), egy különleges darab, amilyet még semmilyen keramikus sem készített egészen máig és ez ráadásul, nagyon jól festene bronzba öntve is (retusálás és platina nélkül). Ebben az esetben a vevő nem csak önmagát, a kerámia darabot birtokolná, hanem egy bronz változatot is, amivel pénzt lehet keresni.
Művészettörténész Christopher Gray három gipsz másolatot említ, a repedt felületük azt feltételezi, hogy egy előzetes, nem dokumentált, már nem létező, fából készült darabokról készültek a másolatok. Az egyiket Daniel Monfreid kapta és most Musée départemental Maurice Denis "The Priory"-hoz tartozik Saint-Germain-en-Laye-ban. Egy másik hasonló gipszváltozatot Gustave Fayet, tartott meg és később a fiának, Léon kollekciójába tartozott. A harmadik verziót, a másoltokat készítő gipszmester tartotta meg. Sok bronzváltozat készült el, beleértve azt a verziót, amit Gauguin sírjánál helyeztek el, Atuonaban, 1973. március 29.-én. 29.